# Luca Zingaretti
Luca Zingaretti (ur. 11 listopada 1961 w Rzymie) – włoski aktor, reżyser i producent filmowy. Odtwórca roli szef policji w Vigàta na Sycylii – inspektora Salvo Montalbano w serialu kryminalnym Rai 2 Komisarz Montalbano (1999–2021).

## Życiorys
Urodził się w Rzymie jako syn Emmy „Mimmi” Di Capui i Aquilino Zingarettiego, dyrektora banku. Jego matka w wieku siedmiu lat uciekła z łapanki na rodziny żydowskie w rzymskim getcie 16 października 1943. Wychowywał się z siostrą Angelą i młodszym bratem, Nicolą (ur. 11 października 1965), który został politykiem. W wieku siedemnastu lat dołączył do drużyny piłkarskiej Rimini FC, ale po kilku miesiącach porzucił karierę sportową i wstąpił do Narodowej Akademii Sztuk Dramatycznych w Rzymie, gdzie jego wykładowcą był m.in. Andrea Camilleri. Uczęszczał na warsztaty taneczne prowadzone przez Maurice’a Béjarta.
W 1984 dołączył do zespołu teatralnego Luca Ronconiego i występował w spektaklach: Trzy siostry Czechowa, Tytus Andronikus Szekspira w reż. Petera Steina, Święta Joanna George’a Bernarda Shawa i Wariatka z Chaillot Jeana Giraudoux.
Był reżyserem filmów dokumentalnych: Gulu (2000) i Conversazioni con Suso (2007), a także reżyserował przedstawienia: Passa una vela... spingendo la notte più in là (2007), Syrena (2008) na podstawie opowiadania Lighea Giuseppego Tomasiego di Lampedusy, La torre d’avorio (2013), The Pride (2015) i Głębokie błękitne morze (2018).

## Życie prywatne
23 czerwca 1997 ożenił się z dziennikarką i pisarką Margheritą D’Amico, z którą rozstał się w 2004, a w 2008 doszło do rozwodu. 23 maja 2012 zawarł związek małżeński z aktorką Luisą Ranieri. Mają dwie córki, Emmę i Biancę.

## Filmografia

### Filmy
- 1999: Jezus (Jesus, TV) jako Szymon Piotr
- 2003: Gdzie jest Nemo? (Finding Nemo) jako Marlin (głos)
- 2008: Dzika krew (Sanguepazzo) jako Osvaldo Valenti
- 2010: Nasze życie (La nostra vita) jako Ari
- 2012: Asterix i Obelix: W służbie Jej Królewskiej Mości (Astérix et Obélix: Au service de sa Majesté) jako generał
- 2014: Wakacje Mikołajka (Les vacances du petit Nicolas) jako producent
- 2016: Gdzie jest Dory? (Finding Dory) jako Marlin (głos)
- 2021: Nasze magiczne Encanto (Encanto) jako Bruno Madrigal (głos)

### Seriale
- 1997: Ośmiornica (La piovra) jako Pietro Favignana
- 1999–2021: Komisarz Montalbano (Il commissario Montalbano) jako komisarz Salvo Montalbano

## Odznaczenia i nagrody
- 2003: Order Zasługi Republiki Włoskiej[10]
- 2004: Nastro d’argento – Srebrna Wstążka za najlepszy dubbing za głos Marlina w Gdzie jest Nemo? (2003; wersja włoska)
- 2005: David di Donatello dla najlepszego aktora w za rolę Józefa Puglisiego w dramacie biograficznym Roberta Faenzy W biały dzień (2005)
- 2005: Międzynarodowy Festiwal Filmowy w Karlowych Warach dla najlepszego aktora za rolę Józefa Puglisiego w filmie W biały dzień (2005)
- 2008: Film Festiwal Filmowy w Abu Zabi – Czarna Perła dla najlepszego aktora pierwszoplanowego w filmie Dzika krew (2008)
- 2010: Nastro d’argento – Srebrna wstążka dla najlepszego aktora drugoplanowego w filmach Młodszy syn (2010) i Nasze życie (2010)[11]